# امپوریو
امپوریو (انگلیسی: Emporio) ساختمان اداری ۲۴ طبقه مستقر در نویشتادت، هامبورگ است، که در سال ۱۹۶۴ احداث گردید.